# Christophe Aline
Christophe Aline (* 1. Juli 1981) ist ein ehemaliger französisch-italienischer Basketballspieler.

## Werdegang
Aline wuchs in der Schweiz auf. Er spielte ab 1992 Basketball in der Nachwuchsabteilung des BC Arlesheim. Im Alter von 18 Jahren wechselte der 2,01 Meter große Flügelspieler zum BC Boncourt in die Nationalliga A.
Drei Jahre blieb er in Boncourt, 2002 schloss er sich dem Zweitligisten Starwings Basket Regio Basel an, ging hernach in die Vereinigten Staaten. 2003/04 studierte und spielte Aline an der Southwest Missouri State University - West Plains, von 2004 bis 2007 dann am Mars Hill College im Bundesstaat North Carolina. Nach seiner Rückkehr in die Schweiz verstärkte er im Spieljahr 2007/08 wieder die Starwings Basket Regio Basel, die mittlerweile in der höchsten Liga der Schweiz antraten.